# Теодор Друцький-Горський
Теодор Друцький-Горський (1550/1554—1615) — державний, політичний і військовий діяч Речі Посполитої.

## Життєпис
Походив з князів Друцьких-Горських гербу Друцьк, однією з гілок Друцьких. Другий син Григорія Друцького-Горського і Томіли (доньки князя Богдана Заславського). Народився між 1550 і 1554 роками. 1560 року в один рік втратив батьків. Разом з братами Петром, Яном і Стефаном спочатку опинився під опікою швагерів Павла Єсьман, Мартина Володковича (писаря земського мінського), Богдан-Миколая Стеткевич-Завірського (старости стародубського). Втім претензії на опікунство висунув також родич Ієронім Олександрович Ходкевич, каштелян віленський.
1561 року після смерті Ходкевича король Сигізмунд II Август призначив єдиним опікуном князя Павла Юрійовича Друцького-Соколинського.
Замолоду під орудою опікуна почав брати участь у військових кампаніях Лівонської війни, потім долучився до лав гусарської кінноти. Водночас значний вплив на релігійний світогляд мав його опікун Соколинський, що був кальвіністом. Десь до 1594 року став кальвіністом.
1582 року по досягненню повноліття разом з братом Петром зумів повернути Лошицьке володіння, відсудивши в роду Горностаїв. Невдовзі після смерті брата стає опікуном небожів. Водночас почав службу при дворі на посаді королівського дворянина Стефана Баторія. 1586 року вперше обирається від Мінського воєводства до Головного трибуналу Великого князівства Литовського. 1589 року отримує староство цельське, також обирається послом на сейм, поставив підпис під Битомсько-бендзинським трактатом, згідно з яким Габсбурги визнали королем Сигізмунда III Вазу.
В подальшому стає стольником полоцьким. У 1591, 1594, 1597, 1600, 1604 роках обирається до Головного трибуналу. У 1586, 1591, 1597 роках виконував обов'язки маршалка на трибунальських каденціях у Мінському воєводстві, а 1604 року — у Новогрудцькому воєводстві.
1594 року оженився на Марині, доньці черкаського старости Михайла Вишневецького. 1595 року купив в швагера Михайла Вишневецького володіння Декшняни (охоплювало села Задвір'я, Повязинь, Вазкгело, Рудники, Гричанята, Мужили, Волотки, Соболевичі, Подорожні, Граничі, Коргов, Гостиловичі) за 2 тис. коп литовських грошей. 1597 року розділив Локшицьке володіння з небожами Самійлом, Костянтином і Семеном, отримавши Лошицю Горностаєву. Згодом купив володіння Богушевичі з угіддями, що простягалися далеко за річку Березину.
1600 року разом з братом Яном брав участь у поході великого гетьмана коронного Яна Замойського до Молдови, де було поставлено на трон Симеона Могили Того ж року Теодор Друцький-Горський купив у стриєчного брата Юрія частину його маєтка Орава. Також купив в у мінських міщан ґрунти і сіножаті біля річки Свіслоч, у княжни Ганни Масальської — маєток Гатове Королищевичі.
Після 1607 року зосередився на захисті кальвіністської громади, про його державну або в військову діяльність відсутні відомості. Помер 1615 року.

## Родина
- Григорій (1595—1659), воєвода мстиславський
- Федір
- Ельжбета (д/н—після 1635), дружина Адама Тризни
- Євдокія Христина (д/н— 1646/1647), дружина: 1) Яна Ісайковського; 2) Матвія Водорадського
- Софія (д/н -  1657), дружина: 1) Бальтазара Стравинського, воєводи мінського; 2), Кшиштофа Ходкевича, віленського воєводи